# Tommaso Riario Sforza
Tommaso Riario Sforza (né le 8 janvier 1782 à Naples et mort le 14 mars 1857 à Rome) est un cardinal italien du XIXe siècle. Il est l'oncle du cardinal Sisto Riario Sforza (1846). D'autres cardinaux de sa famille sont Pietro Riario (1471), Raffaele Sansoni Riario (1477) et Alessandro Riario (1578).

## Biographie
Tommaso Riario Sforza exerce diverses fonctions au sein de la Curie romaine. Le pape Pie VII le crée cardinal lors du consistoire du 10 mars 1823. Le cardinal Sforza est président de la Commission des subsides et préfet de l'économie de la Congrégation pour la Propaganda Fide.
Il participe au conclave de 1823 lors duquel Léon XII est élu, au conclave de 1829 (élection de Pie VIII), au conclave de 1830-1831 (élection de Grégoire XVI) et au conclave de 1846 (élection de Pie IX). Riario Sforza est camerlingue du Sacré Collège en 1828-1830 et légat apostolique à Forlì. En 1843, il est nommé camerlingue de la Sainte Église romaine. À cause de sa fonction de camerlingue, il est ministre du commerce, des beaux-arts, de l'industrie et de l'agriculture après la formation de ministères en 1847. En février 1848, il devient préfet de la nouvelle Congrégation pour l'examen des dépenses de l'administration.

### Source
- Fiche du cardinal sur le site de la FIU